# Степлтон (Джорджія)
Степлтон (англ. Stapleton) — місто (англ. city) в США, в окрузі Джефферсон штату Джорджія. Населення — 402 особи (2020).

## Географія
Степлтон розташований за координатами 33°13′1″ пн. ш. 82°28′2″ зх. д. / 33.21694° пн. ш. 82.46722° зх. д. (33.216889, -82.467241).  За даними Бюро перепису населення США в 2010 році місто мало площу 4,52 км², уся площа — суходіл.

## Демографія
Згідно з переписом 2010 року, у місті мешкало 438 осіб у 175 домогосподарствах у складі 115 родин. Густота населення становила 97 осіб/км².  Було 197 помешкань (44/км²).
Расовий склад населення:
| - 66,2 % — білих - 30,8 % — чорних або афроамериканців - 0,5 % — корінних американців - 0,2 % — азіатів |

До двох чи більше рас належало 2,1 %. Частка іспаномовних становила 1,4 % від усіх жителів.
За віковим діапазоном населення розподілялося таким чином: 24,9 % — особи молодші 18 років, 56,8 % — особи у віці 18—64 років, 18,3 % — особи у віці 65 років та старші. Медіана віку мешканця становила 40,9 року. На 100 осіб жіночої статі у місті припадало 93,8 чоловіків;  на 100 жінок у віці від 18 років та старших — 90,2 чоловіків також старших 18 років.
Середній дохід на одне домашнє господарство  становив 41 426 доларів США (медіана — 27 188), а середній дохід на одну сім'ю — 49 368 доларів (медіана — 30 938). Медіана доходів становила 35 125 доларів для чоловіків та 26 458 доларів для жінок. За межею бідності перебувало 23,6 % осіб, у тому числі 40,8 % дітей у віці до 18 років та 4,2 % осіб у віці 65 років та старших.
Цивільне працевлаштоване населення становило 134 особи. Основні галузі зайнятості: освіта, охорона здоров'я та соціальна допомога — 19,4 %, виробництво — 17,2 %, роздрібна торгівля — 13,4 %, будівництво — 11,9 %.